# Daniëlle Overgaag
Daniëlle Wilhelmina Johanna Oerlemans-Overgaag ('s-Gravenzande, 24 maart 1973) is een Nederlands voormalig wielrenster en presentatrice.

## Wielercarrière
Al op jonge leeftijd zat Overgaag op de racefiets. In 1989 won ze de nationale titel bij de junioren en werd ze vierde op de wereldkampioenschappen wielrennen voor junioren. In 1992 wilde ze deelnemen aan de Olympische Spelen in Barcelona, maar door een slecht werkende schildklier kon ze niet deelnemen. Hierna probeerde ze nog een comeback te maken, maar in 1995 stopte ze definitief met wielrennen.

## Mediacarrière
Overgaag was in 1995 in een reclame van Andrélon ('Pam, je haar danst!') te zien en in datzelfde jaar begon ze bij Veronica als sportverslaggeefster op de radio en als copresentatrice op de televisie in het programma Superelf. Na een paar jaar werd ze benaderd om met Marc Klein Essink de Staatsloterijshow op RTL 4 te gaan presenteren. Op deze zender presenteerde ze verder Het Staatslot op locatie en de Verjaardagsshow.
Op 1 januari 1999 stapte ze over naar de NOS om daar de ochtend- en middaguitzendingen van Studio Sport te gaan presenteren. Dit deed ze tot december 2000. Berucht is haar blunder tijdens een uitzending om de FA van FA Cup niet uit te spreken als losse letters, maar als Fa (als in het verzorgingsproduct). Hierna was ze drie jaar niet op de televisie te zien.
In augustus 2003 kwam ze terug op de televisie bij SBS6 in het programma Shownieuws. Verder presenteerde ze voor SBS6 het programma Meer dan de Vrouw van.

## Privéleven
Ze werd geboren als de dochter van een chrysantenkweker uit het Westland. 
In 1999 ontving Overgaag de Viva-ster voor de sterkste tv-persoonlijkheid. Ze had ook een tijd een relatie met wielrenner Lance Armstrong.
Overgaag trouwde op 28 juni 2008 met Reinout Oerlemans. Samen hebben ze vier kinderen: twee zoons en twee dochters.